# Week-end (film, 2011)
Pour les articles homonymes, voir Week-end (homonymie).
Pour plus de détails, voir Fiche technique et Distribution.
Week-end (Weekend) est un film dramatique britannique écrit et réalisé par Andrew Haigh, sorti en 2011.

## Synopsis
Juste après une bonne soirée chez ses amis, Russell sort dans un club gay et rencontre Glen avant de rentrer avec lui. Tout change dans la vie de Russell entre confidences et sexe.

## Fiche technique
- Titre original : Weekend
- Titre français : Week-end
- Réalisation : Andrew Haigh
- Scénario : Andrew Haigh
- Décors : Sarah Finlay
- Photographie : Urszula Pontikos
- Son : Tim Barker
- Montage : Andrew Haigh
- Musique : James Edward Barker
- Production : Tristan Goligher
- Sociétés de production : The Bureau, Glendale Picture Company
- Société de distribution : Outplay (France), Peccadillo Pictures (Royaume-Uni)
- Pays d’origine : Royaume-Uni
- Langue originale : anglais
- Format : couleur - 1.85 : 1 - 35mm - Dolby numérique
- Genre : drame et romance
- Durée : 96 minutes
- Dates de sortie :
  -  Royaume-Uni : 4 novembre 2011
  -  France : 28 mars 2012
  -  Belgique : 4 juillet 2012

## Distribution
- Tom Cullen : Russell
- Chris New : Glen
- Jonathan Race : Jamie
- Laura Freeman : Jill
- Kieran Hardcastle : Sam

## Production
« Je voulais raconter une histoire d’amour honnête, intime et authentique, exprimer ce sentiment de peur et d’excitation qui naît lorsque l’on entrevoit que quelque chose d'inédit pourrait nous arriver. Je souhaitais que ces deux hommes s’éprennent peu à peu l’un de l’autre et craquent pour les différences de chacun, comme s’ils découvraient une part manquante d’eux-mêmes. J’ai capturé ces moments que deux personnes partagent quand elles commencent vraiment à s’engager, se concentrant peu à peu sur les questions qui façonnent leurs personnalités. Russell et Glen sont deux hommes qui abordent leur vie de façon totalement différente. Mais ils ont le même but : trouver leur place dans le monde qui les entoure. Ils essaient de comprendre qui ils sont, ce qu’ils veulent et ce qui les définit, en privé comme en public. Évidemment, lorsque l’on aborde le cas de deux personnes gays, ces questions deviennent particulièrement pertinentes ; et il était important pour moi de filmer cette relation honnête, qui parle de la vie gay d’aujourd’hui. Cependant, de la même façon qu’il existe plusieurs manières de définir une personne, il existe plusieurs manières de définir un film. J’espère que le contexte gay, loin de minimiser la portée de l’histoire, servira au contraire d'amplificateur et accentuera l’écho des différents thèmes qui sont au cœur de Week-end – tous ces questionnements auxquels nous devons faire face, quelle que soit notre sexualité », explique le réalisateur Andrew Haigh.
Les scènes de film sont entièrement tournées en dix-sept jours à Nottingham dans l’Est des Midlands en Angleterre.

## Distinctions
Récompenses
- 2011 : Grand prix du jury à Outfest pour Andrew Haigh
- 2011 : Meilleur acteur dans une fiction narrative pour Tom Cullen au Festival du film de Nashville
- 2011 : Meilleure fiction narrative pour Andrew Haigh au Festival du film de Nashville
- 2011 : Prix Emerging Visions à South by Southwest
- 2011 : Prix du public au Festival du film Frameline de San Francisco
- 2011 : Prix du public au Inside Out Film and Video Festival
- 2011 : Meilleur Espoir pour Tom Cullen aux British Independent Film Awards
- 2011 : Mention spéciale du jury au 22e Festival du film britannique de Dinard
- 2011 : Grand prix du jury au Festival Outfest de Los Angeles
- 2011 : Prix du public au Inside Out Film and Video Festival
- 2012 : Grand prix du jury au Festival Des Images Aux Mots de Toulouse
- 2012 : Meilleur scénario au Evening Standard British Film Awards